# Бухгольц-ін-дер-Нордгайде
Бухгольц-ін-дер-Нордгайде (нім. Buchholz in der Nordheide) — місто в Німеччині, розташоване в землі Нижня Саксонія. Входить до складу району Гарбург.
Площа — 74,62 км2. Населення становить 40 164 ос. (станом на 31 грудня 2021).